# Fri vers
Fri vers är vers som helt eller delvis saknar traditionell meter, rim och andra regelbundna drag.
Om man skriver "Jag är en dålig poet, min vän" gör man ett påstående i prosa. Med medvetna radbyten blir resultatet knäckprosa, eftersom raderna knäcks av:
Jag är en dålig
poet, min vän.